# Coupe de France de futsal 1998-1999
Navigation
1997-1998 1999-2000
La Coupe de France de futsal 1998-1999 est la cinquième édition de la compétition. Le tournoi final a lieu le 13 mai 1999 à Liévin. Le CS Mars Bischheim remporte la finale contre l'ASA Issy (8-6).

## Déroulement
| Période                      | Tour                                   |
| ---------------------------- | -------------------------------------- |
| Décembre 1998 - janvier 1999 | Tours locaux                           |
| Février - mars 1999          | Tours régionaux                        |
| Avril 1999                   | Tour national (8 groupes de 8 équipes) |
| 13 mai 1999                  | Tournoi final (8 équipes)              |

## Tournoi final

### Clubs participants
| \| Bischheim Issy Mondeville Roanne Ternay Montpellier Villers-les-N. Champagnole Liévin \| Les clubs qualifiés |
| Bischheim Issy Mondeville Roanne Ternay Montpellier Villers-les-N. Champagnole Liévin                           |

Les huit clubs qualifiés le sont vraisemblablement en terminant premiers des huit groupes du tour national précédent.
Ils représentent sept Ligues régionales de football, le Rhône-Alpes comptant deux représentants (Roanne-Ternay). Les deux clubs ne sont pas placés dans le même groupe. Outre Mondeville, les qualifiés sont tous basés dans la moitié Est de la France.
Le tournoi final est organisé à Liévin à l'extrême Nord du pays.

### Phase finale
Les deux qualifiés du groupe B se retrouvent en finale et la même équipe l'emporte (3-1 en groupe et 8-6 en finale).
|  | Demi-finales              | Demi-finales      |                        |   | Finale | Finale |
|  | Demi-finales              | Demi-finales      |                        |   | Finale | Finale |
|  |                           |                   |                        |   |        |        |
|  |                           |                   |                        |   |        |        |
|  |                           |                   |                        |   |        |        |
|  | USON Mondeville (1er A)   | 3                 |                        |   |        |        |
|  | USON Mondeville (1er A)   | 3                 |                        |   |        |        |
|  | ASA Issy (2e B)           | 5                 |                        |   |        |        |
|  | ASA Issy (2e B)           | 5                 | ASA Issy               | 6 |        |        |
|  |                           |                   | ASA Issy               | 6 |        |        |
|  |                           | CS Mars Bischheim | 8                      |   |        |        |
|  | CS Mars Bischheim (1er B) | CS Mars Bischheim | 8                      | 1 |        |        |
|  | CS Mars Bischheim (1er B) |                   |                        | 1 |        |        |
|  | CSADN Roanne (2e A)       | 0                 |                        |   |        |        |
|  | CSADN Roanne (2e A)       | 0                 | Match pour la 3e place |   |        |        |
|  |                           |                   |                        |   |        |        |
|  |                           |                   |                        |   |        |        |
|  |                           |                   |                        |   |        |        |
|  | USON Mondeville           | 6                 |                        |   |        |        |
|  | USON Mondeville           | 6                 |                        |   |        |        |
|  | CSADN Roanne              | 0                 |                        |   |        |        |
|  | CSADN Roanne              | 0                 |                        |   |        |        |

### Classement final
| Place | Club                      | Ligue régionale     |
| ----- | ------------------------- | ------------------- |
| 1     | CS Mars Bischheim         | Alsace              |
| 2     | ASA Issy                  | Paris Île-de-France |
| 3     | USON Mondeville           | Normandie           |
| 4     | CSADN Roanne              | Rhône-Alpes         |
| 5     | Ternay FC                 | Rhône-Alpes         |
| 6     | FC Petit Bard Montpellier | Languedoc           |
| 7     | COS Villers-les-Nancy     | Lorraine            |
| 8     | FC Champagnole            | Franche-Comté       |

## Source
- (en) French Futsal Cup 98/99 sur old.futsalplanet.com